# 布里真德郡級自治市
布里真德（英語：Bridgend County Borough），是威尔士的一个主要地區。面積251平方公里，它與下塔爾波特港、朗達卡嫩塔夫以及格拉摩根谷三個行政區相鄰。它的名称來自於行政中心，布里真德市。20世纪80年代以来，布里真德大为扩张，2011年4月时统计的人口数为49,404人。
而市內有間與香港沙田區的醫院威爾斯親王醫院同名。